# پر سوزنی

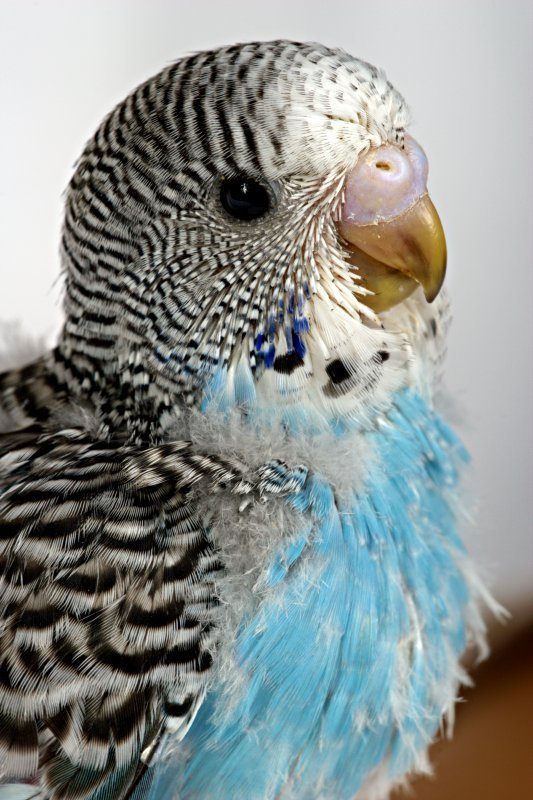
مرغ عشق با پرهای سوزنی از دوره نوزادی

پر سوزنی، یک پر در حال رشد در پرنده است. این پر می‌تواند به عنوان یک پر جدید در طول دوره بچگی پرنده رشد کند، یا به جای یکی از پرها در زمان پرریزی جایگزین شود.
پر سوزنی تا حدودی شبیه محور پر به نظر می‌رسد. با این حال، برخلاف یک پر کاملاً رشدیافته، پر سوزنی دارای منبع خونی است که در آن جریان دارد. در این مرحله ممکن است به آن پر خونی نیز گفته شود. به این ترتیب، اگر پر سوزنی آسیب ببیند، پرنده می‌تواند به شدت خونریزی کند.
همان‌طور که پر سوزنی بلندتر می‌شود، جریان خون تنها در پایه محور متمرکز می‌شود و نوک محور خود پر را در یک پوشش مومی می‌پوشاند. پرندگان در زمان پرریزی پرآرایی می‌کنند، آنها پوششی مومی شکل، و unfurls پر را حذف می‌کنند.
وقتی خون فرو افتاد، اصطلاح «پر خونی» دیگر مترادف با «پر سوزنی» نیست - فقط می‌توان آن را به عنوان پر سوزنی نامید.

## رشد
پرهای سوزنی پس از اینکه جوانه پر یک استوانه از بافت اپیدرمی را در اطراف پایه پاپیلای پوستی فرومی‌کند و فولیکول پر را تشکیل می‌دهد شروع به رشد می‌کنند. در پایه فولیکول پر، سلول‌های اپیتلیال برای رشد یقه یا استوانه اپیدرمی تکثیر می‌شوند. همان‌طور که استوانه اپیدرمی از طریق پوست امتداد می‌یابد، به یک غلاف محافظ محیطی، برجستگی‌های ریشه طولی و صفحات رشد متمایز می‌شود. با گذشت زمان، این برجستگی‌های خاردار به صورت مارپیچ دراز می‌شوند، منشعب می‌شوند تا ریشه‌ها و ریشک‌ها را ایجاد کنند و برای تشکیل محور مرکزی به هم می‌پیوندند. علاوه بر این، صفحه خاردار بیشتر به قلابک‌ها و مژک‌ها متمایز می‌شود، در حالی که صفحه کناری و محوری می‌میرند تا فضای میانی در ساختار پر را تشکیل دهند.

## مراقبت از حیوان خانگی
در دوره پرریزی، پرنده ممکن است بی‌احتیاطی شود و شروع به جویدن پرهای خود کند و ممکن است به‌طور تصادفی به پر خونی آسیب برساند. برای جلوگیری از این کار لازم است به پرنده اسباب‌بازی‌های جویدنی داده شود تا پرهای خود را نجود. پرهای سوزنی حساس هستند و به همین دلیل برخی از پرندگان خانگی از دست زدن به آنها در هنگام پرریزی لذت نمی‌برند.
برای جلوگیری از خونریزی از پر سوزنی باید پر را از پایه آن جدا کرد. برای جلوگیری از خونریزی بیش از حد باید در اسرع وقت مراقبت شود. با این حال، انجام این کار برای صاحب پرنده خانگی در یک پرنده بزرگتر می‌تواند دشوار باشد، بنابراین به صاحبان توصیه می‌شود که ابزارهای لازم را در جعبه کمک‌های اولیه در اختیار داشته باشند. در صورت نیاز به کمک، پرنده باید در اسرع وقت نزد دامپزشک برده شود.